# Sebastian Hille (Ministerialbeamter)
Sebastian Hille (* 5. Februar 1980 in Hagen) ist ein deutscher Ministerialbeamter. Er ist seit 2025 stellvertretender Sprecher der Bundesregierung im Presse- und Informationsamt der Bundesregierung.

## Leben
Hille wuchs in Herdecke auf, wo er 1999 das Abitur ablegte. Anschließend leistete er Wehrdienst. Er studierte von 2000 bis 2006 Politikwissenschaft an der Universität Trier. Er schloss das Studium mit dem Magister artium ab. Von 2002 bis 2004 absolvierte er eine studienbegleitende Journalistenausbildung am Institut zur Förderung publizistischen Nachwuchses in München. Von 2008 bis 2010 arbeitete er als Chef vom Dienst bei der Zeitung des Deutschen Bundestages Das Parlament, wo er bereits ab 2006 sein Volontariat absolviert hatte. Sodann war er von 2010 bis 2012 Pressesprecher des Wehrbeauftragten des Deutschen Bundestages, Hellmut Königshaus (FDP). Anschließend übernahm er als Pressesprecher von 2012 bis 2016 unter der Vorsitzenden Gerda Hasselfeldt die Leitung der Pressestelle der CSU-Landesgruppe im Deutschen Bundestag.
Unter Bundesminister Alexander Dobrindt (CSU) war er von 2016 bis 2017 Sprecher des Ministers und Leiter der Kommunikation des Bundesministeriums für Verkehr und digitale Infrastruktur. Er kehrte mit dem Ministerwechsel 2017 als Sprecher der CSU-Landesgruppe unter dem Vorsitzenden Dobrindt zurück und übernahm die Leitung des Kommunikationsstabes.
Im Zuge der Bildung des Kabinetts Merz am 6. Mai 2025 wurde er auf Vorschlag der CSU zum stellvertretenden Sprecher der Bundesregierung im Presse- und Informationsamt der Bundesregierung ernannt.